# Povstání roku 1510
Povstání roku 1510 bylo rozsáhlé povstání v severní Číně probíhající v letech 1510–1512. S povstáním knížete z An-chua a povstáním knížete z Ning patřilo k největším rebeliím zasáhnuvším čínskou říši Ming za vlády císaře Čeng-tea.
Povstání začalo v okresech jižně od Pekingu, kde snahy vlády v čele s Liou Ťinem o zvýšení odvodů vojenských domácností vedly roku 1510 k růstu dezertérství a kriminality v už tak chudém a neklidném regionu. Roku 1510 se bandité zformovali v několikatisícové skupiny pod vedením Tygra Janga a bratrů Liou Šestého a Liou Sedmého a kromě olupování venkova útočili i na okresní, krajská a prefekturní města nejen v Pej č’-li, ale i v provincii Šan-tung. Roku 1511 vláda proti nim císař vyslal vojska pekingské posádky a povolal i zkušené veterány z mongolsko-čínských hranic. Pod tlakem vládních vojsk bandité ustoupili na jih a rozšířili své nájezdy i na provincii Che-nan a části provincií Šen-si, Nan č’-li a Chu-kuang, přičemž vyhlásili, že hodlají svrhnout vládnoucí dynastii. V létě 1512 se konečně podařilo povstalce rozbít. Část jich ustoupila na jih přes řeku Jang-c’-ťiang do Ťiang-si, část na východ do Šan-tungu, a zbytek na jihozápad do Wu-čchangu na Jang-c’-ťiang. Odtud se po proudu řeky za stálého loupení přesunuli do ústí Jang-c’-ťiang, kde je koncem srpna poničil tajfun a začátkem září 1512 pobilo vládní vojsko.

## Počátky povstání
Jistý Čang Mao byl vlivný a bohatý muž z Wen-anu, okresního města nedaleko Pekingu. Měl zde rozlehlou rezidenci se vznosnými věžemi a impozantním opevněním. Z Wen-anu pocházel (a se svými zdejšími příbuznými udržoval styky) i vlivný eunuch Čang Čung. Čang Mao byl jeho klientem, Čang Čung mu zprostředkoval i přijetí u císaře Čeng-teho v císařském Leopardím paláci.
Čang Mao shromáždil početnou skupinu ozbrojenců a roku 1508 s nimi oloupil Kchang Kchaje (1475–1541), učence a člena akademie Chan-lin, chráněnce eunucha Liou Ťina (po císaři nejmocnější osoby ve vládě). Kchang Kchaj vezl pro Liou Ťina i nějaké peníze (několik tisíc liangů stříbra, tj. mnoho desítek kg; místní prefekt částku nahradil ze svých zdrojů a náhradou pak vypsal mimořádnou daň). Liou Ťin se omezil na potrestání místních úředníků zodpovědných za bezpečnost, mimo jiné odvolal cenzora Ning Kaoa (ťin-š’ 1496). Čang Čung se poté snažil o navázání přátelských vztahů mezi Čang Maoem a důstojníky stíhajícími ho jako banditu.
V létě 1509 se zhoršila bezpečnostní situace jižně od Pekingu, když Liou Ťinovy pokusy o zvýšení odvodů vojenských domácností vedly k dezertérství a dezertéři v bandách olupovali venkov. Vláda pověřila čtyři cenzory likvidací banditů, Ning Kao byl jedním z nich, zodpovídal za prefektury Šun-tchien a Pao-ting. K dispozici měl 1700 mužů své osobní armády. Ning Kao bojoval proti banditům silou a zastrašováním, dokonce se o něm říkalo, že pojídá srdce chycených banditských vůdců. Ve snaze zlikvidovat Čang Maoa (a ospravedlnit se tak v očích Liou Ťina) ho náhle přepadl, dobyl jeho sídlo, zajal ho a odvedl do Pekingu. Čang Maovi pobočníci (Liou Šestý, Liou Sedmý a Tygr Jang) žádali Čang Čunga o pomoc, ten ale s dalším eunuchem požadoval 20 tisíc liangů (746 kg) stříbra, což pobočníci nebyli schopni shromáždit. Čang Mao byl popraven.
Oba bratři Liouové si pak hledali nového patrona – a nechali se najmout přednostou okresu Čuo-čou ke stíhání banditů. Jako chytači zločinců vynikli, loupení se však nevzdali. Ning Kao je však stále hledal, pomocí špehů i letáků, vypálil jejich domy, uvěznil jejich ženy a děti a zničil jejich rodinné pohřebiště. Poté jim nezbylo než se živit loupežemi. Také Tygr Jang spojoval banditismus se službu úřadům, jednu dobu působil i v Ning Kaově gardě, pak pracoval v Tchien-ťinu pro úřad bojující proti organizovanému zločinu.

## Povstání
Na podzim roku 1510 s pádem Liou Ťina ztratil úřad i Ning Kao a jeho soukromá armáda se rozešla, přitom v nemalé míře její vojáci přešli k Liouům, jejichž síla tak vzrostla. Přese všechno Liouové stále jednali s úřady o nějaké formě soužití a koncem roku dosáhli omilostnění; ale nic z toho nebylo, protože se nevzdali nezákonného způsobu obživy – loupeží. Skupin banditů bylo v pekingské oblasti povícero (kromě bratří Liou k významnějším náčelníkům patřili i Čchi Jen-ming a Ku C’-mej. Jejich aktivita se rozšířila i do Šan-tungu. V březnu 1511 už znepokojená vláda začala proti nim povolávat oddíly z Pekingu a mongolské vojáky z Che-ťienu a Ting-čou.
Na jaře 1511 se centrum akcí band přesunulo z Šan-tungu zpět do Pej č’-li a také do Nan č’-li, severovýchodu Che-nanu a severního Chu-kuangu. V několikatisícových vysoce mobilních skupinách olupovali nejen venkov, ale útočili i na města. Města okupovali celé dny a týdny, osvobozovali vězně, zabírali státní zásoby v sýpkách. Úřady rozličné vzájemně spolupracující skupiny shrnovaly do „chenanských banditů“ pod Tygrem Jangem a „šantungských banditů“ pod bratry Liouovými.
Císař pověřil potlačením rebelů hraběte z Chuaj-an Čang Weje († 1535) a vedoucího cenzorátu zleva Ma Čung-siho (1446–1512). Dostali 2000 vojáků posádky metropole a takřka neomezené pravomoci. Zatím bandité útočili v Šan-tungu (kde napadli 19 krajských a okresních měst), Pej č’-li a Che-nanu. Pro úřady byl zvláště potupný útok na Konfuciův chrám v Čchü-fu a statky Konfuciových potomků v okolí. Na přelomu jara a léta 1511 rebelové řádili v Pej č’-li, severu Chu-kuangu, východu Šan-si a severu Che-nanu. Začátkem srpna 1511 se Tygr Jang a Liou Šestý setkali v Wen-anu, kde zajali příslušníka místní džentry Čao Sueje, zvaného Šílenec Čao. Ten naverboval 500 mužů a přidal se k nim.
Ma Čung-si se zatím pokoušel s rebely jednat, neuspěl, a v srpnu 1511 byl i s Čang Wejem odvolán. Jeho nástupcem byl pomocník ministra vojenství Lu Wan (1458–1526), pragmatik udržující dobré vztahy s nadřízenými.
V září 1511 vojáci odvolaní z hranic vytlačili povstalce z okolí Pekingu do Šan-tungu, kde však rebelové dosáhli několika vítězství. Poté se k Tygrovi Jangovi a Šílenci Čaovi připojilo množství místních banditů z Che-nanu a Šan-tungu a Tygr Jang si přisvojil titul „Velký král Jang“. V listopadu 1511 rebelové spálili přes 1200 člunů na Velkém kanálu v Ťi-ningu. Týž měsíc Tygr Jang padl v šarvátce s místními vojsky v Po-čou. Nahradil ho Liou Třetí, který vzápětí s Šílencem Čao porazil velký oddíl vládních vojáků, přičemž jich 1500 zabil. Koncem roku 1511 bratři Liou zaútočili na Pa-čou méně než 65 km jižně Pekingu, což ve vládě vyvolalo velké obavy a znepokojení.
V lednu 1512 rebelové ustoupili do Che-nanu, pronásledováni armádou Lu Wana. Roku 1512 většina srážek probíhala ve středním a jižním Che-nanu, severním Chu-kuangu, částech Ťiang-si a Nan č’-li. Takzvaní „chenanští bandité“ Šílence Čaoa a Lioua Třetího otevřeně vyjádřili záměr svrhnout dynastii, a uvažovali o útoku na Kchaj-feng. Jejich velitelé zakázali svým lidem zabíjet civilisty bez důvodu a zavedli pevnější organizaci, když rozdělili své muže (podle jednoho odhadu snad 130 tisíc) do 28 brigád s veliteli a vlajkami. Koncem roku 1511 útočili na okresní města na pomezí Chu-kuangu a Che-nanu. Některá se bránila, některá útočníky uplatila, jinde zase útočníci platili obráncům měst za ponechání volné ruky v nich i na venkově. Se svou imperiální rétorikou ale nijak zvlášť neuspěli, přestože pomezí Chu-kuangu a Chenanu, kde působili, úřady tradičně kontrolovaly jen slabě. Naopak bratři Liouové, působící blíže hospodářsky rozvinutému Ťiang-nanu, se spojovali s místními bandity a piráty a dařilo se jim lépe.

## Porážka
Začátkem ledna 1512 vláda rozhodla o nových opatřeních proti povstání. Vojáci z metropole měli bránit významná centra, zatímco z hranic stažené jednotky útočit na rebely. Pomáhat jim měli místní odvedenci a domobrana. V únoru císař povolal i pět tisíc domorodých válečníků z jižního Chu-kuangu, známých svou sveřepostí, ale i neurvalým chováním k obyvatelstvu.
V únoru a březnu 1512 rebelové bratrů Liou a Čchi Jen-minga dobyli na tucet míst v oblasti Chuaj-pej (severně od řeky Chuaj, od 12. století neklidná oblast) a opakovaně útočili na strategické Pchi-čou na Velkém kanálu.
Liou Třetí a Šílenec Čao v březnu–dubnu 1512 zaútočili na více než dva tucty okresních, krajských a prefekturních měst v jihovýchodním Che-nanu, severovýchodním Chu-kuangu a jihozápadě Nan č’-li. V dubnu však ztratili iniciativu, když neúspěšné boje a několik katastrofálních pokusů o překročení řek oslabily jejich sílu. V květnu byli do bitvy schopni shromáždit už jen 10 tisíc mužů a císařští hraničáři, běžná armáda, domorodé oddíly a domobrana je honily z místa na místo. V červnu byli „chenanští rebelové“ rozdrceni v sérii bitev v severním Chu-kuangu, východním Che-nanu a Nan č’-li. Šílenec Čao nakonec se dvěma společníky prchal v přestrojení za buddhistického mnicha, v rozsáhlé pátrací akci byl však 30. června 1512 dopaden.
Zatím se bratři Liou a Čchi Jen-ming přesunuli na jih do Chu-kuangu, kde „z koní přesedli na čluny“ a podnikli nájezd na Chan-kchou. Voda jim však nepřinesla štěstí, 12. června 1512 se Liou Šestý utopil, když ho poryv větru smetl z paluby do řeky. Liou Sedmý a Čchi Jen-ming pak s osmi sty mužů a třinácti loděmi pluli po proudu Jang-c’-ťiang a napadali města od Chuang-čou po I-čen, přičemž se snažili získat podporu od místních říčních pirátů a pašeráků soli a čaje, kteří zde působili v několikasetčlenných i větších bandách. Při překvapivém útoku na Kuan-čou v červnu 1512 rebelové zapálili vojenské čluny a ukořistili množství zbraní. Liou Šestý se pak usadil na Lang-šan (Vlčí hoře) u Tchung-čou na severním břehu Jang-c’ nedaleko jejího ústí. Podnikal odtud nájezdy až k předměstím Nankingu. Dne 28. srpna neuspěl útok rebelů na Tchung-čou, a následující noc nevídaně ničivý tajfun poničil jejich flotilu. Pokusili se zformovat na Lang-šanu, ale zaútočila na ně vládní armáda a 7. září 1512 je pobila. Liou Sedmý zemřel na útěku ve vodách Jang-c’, zahynul i Čchi Jen-ming.
Hrozba pro bezpečnost a zásobování metropole s potlačením povstání padla, ale banditismus zůstal problémem v Ťiang-si a také v Che-nanu a centrálním S’-čchuanu ještě celé desetiletí.